# 賈仁元
賈仁元（1528年—1595年），字子善，號西池，山西平陽府蒲州萬泉縣（今屬山西运城市萬榮縣）人，軍籍，明朝政治人物。

## 生平
嘉靖四十年（1561年）辛酉科山西鄉試第十五名。嘉靖四十一年（1562年），登壬戌科三甲第三十一名進士。初任山东历城县知县，入为兵部主事，改戸部，补刑部，迁戸部员外郎，歴郎中。萬曆初出任直隸保定府（今河北省保定市）知府。萬曆八年（1580年）二月升山东临清兵备副使，十年二月升陕西右参政，历官山东按察使、右布政使，十七年五月升都察院右僉都御史、巡撫延綏，二十年八月以延鎮官軍出塞斬級功，加兵部右侍郎，蔭一子錦衣衛百戶世襲，十二月命回兵部管事。二十一年十月升都察院右都御史兼兵部右侍郎、協理京營戎政，二十二年三月被論乞休，加兵部尚書致仕。二十三年卒，賜祭葬。

## 家族
曾祖賈勝；祖父賈玉，義官；父賈朝忠，母董氏。具庆下。弟仁亨、復元。長子賈璞，荫锦衣卫千户。次子賈珍、賈瑋。孫賈文淵、賈鶴年。